# Johann Peter Gustav Lejeune Dirichlet
Johann Peter Gustav Lejeune Dirichlet (n. 13 februarie 1805, Düren, Franța – d. 5 mai 1859, Göttingen, Regatul Hanovra) a fost matematician german (de origine franceză), celebru prin contribuțiile valoroase în analiza matematică și teoria numerelor.

## Biografie
Provine dintr-o familie de emigranți francezi.După terminarea studiilor la Paris, este angajat ca preceptor la copiii generalului Foy, unde l-a cunoscut pe Charles Fourier.
În 1827 s-a stabilit la Breslau în calitate de repetitor la Universitate.
La Berlin ocupă o catedră de matematică (1831 - 1855), apoi devine succesorul lui Gauss la Universitatea din Göttingen.
În 1832 devine membru al Academiei de Științe din Berlin, iar în 1854 al Institutului Francez.

## Activitate științifică
În 1825 și-a început activitatea în domeniul teoriei numerelor realizând o serie de descoperiri și ajungând la ideea dezvoltării teoriei corpurilor numerice (1841).
Problema descompunerii în factori a formelor de ordin superior cu mai multe variabile a stat la baza dezvoltării ulterioare a teoriei numerelor în cadrul cercetărilor sale.
În 1871, într-un supliment al unor Lecții de teoria numerelor, introduce conceptul de corp și modul⁠(d).
În 1829 a stabilit primele condiții suficiente de dezvoltare a unei funcții în serie trigonometrică.
A fost primul care a formulat exact noțiunea de convergență condițională a seriei și a stabilit corect convergența seriilor Fourier.
În 1830 a precizat definiția funcției formulate de Fourier și a dat pentru noțiunea de funcție o definiție apropiată de accepțiunea actuală. 
S-a ocupat de studiul marii teoreme a lui Fermat pentru {\displaystyle n=5}.
A studiat distribuția numerelor prime și a dezvoltat formele binare pătratice, teoria numerelor algebrice.
A obținut rezultate interesante în teoria ecuațiilor nedeterminate de gradul al doilea.
În domeniul analizei matematice, în 1838 a început lucrările asupra seriilor care îi poartă numele și care urmau să aibă o importanță deosebită în teoria numerelor.
A fundamentat conceptul de funcție de o variabilă complexă, concept ce stă la baza analizei complexe.
A arătat că funcția armonică este complet determinată în interiorul unui domeniu, când se cunosc valorile acesteia pe frontiera domeniului.
Dirichlet a studiat funcțiile sferice.
S-a ocupat de o serie de teoreme clasice referitoare la ecuațiile cu derivate parțiale de tip eliptic, aplicabile la studiul mișcării fluidelor în medii poroase, care îi poartă numele.
Dirichlet s-a dovedit util în teoria potențialului și în domeniul mecanicii analitice.

### Termeni care îi poartă numele
- Teorema lui Dirichlet privind progresiile aritmetice (teoria numerelor)
- Densitatea lui Dirichlet (teoria numerelor)
- Distribuția lui Dirichlet (teoria probabilităților)
- Problema lui Dirichlet (ecuație cu derivate parțiale)
- Condiție la limită Dirichlet (analiză matematică)
- Seriile lui Dirichlet (teoria analitică a numerelor)
- Funcțiile lui Dirichlet (topologie)
- "Principiul cutiei" (combinatorică)

## Scrieri
- 1825: Sur l'impossibilité de quelques équations indéderminées de cinquième degré;
- Démonstration nouvelle de quelques théorèmes relatifs aus nombres;
- Questions d'analyse indéterminée;
- 1829: Sur la convergence des séries trigonométriques;
- Démonstration du théorème de Fermat.